# Peter Beardsley
Pour les articles homonymes, voir Beardsley.
Peter Beardsley, né le 18 janvier 1961 à Newcastle upon Tyne (Angleterre), est un footballeur anglais, qui évoluait au poste d'Attaquant ou de milieu offensif à Liverpool et en équipe d'Angleterre.
Beardsley a marqué neuf buts lors de ses cinquante-neuf sélections avec l'équipe d'Angleterre entre 1986 et 1996. Il participe à la Coupe du monde 1986, à l'Euro 1988 puis à la Coupe du monde 1990.

## Carrière
- 1979-1981 : Carlisle United  Angleterre
- 1982-1982 : Whitecaps de Vancouver  Canada
- 1982-1983 : Manchester United  Angleterre
- 1983-1983 : Whitecaps de Vancouver  Canada
- 1983-1987 : Newcastle United  Angleterre
- 1987-1991 : Liverpool  Angleterre
- 1991-1993 : Everton  Angleterre
- 1993-1997 : Newcastle United  Angleterre
- 1997-1998 : Bolton Wanderers  Angleterre
- 1998-1998 : Manchester City  Angleterre
- 1998-1998 : Fulham  Angleterre
- 1998-1998 : Hartlepool United  Angleterre
- 1999-2000 : Melbourne Knights  Australie[1]

## Palmarès

### En équipe nationale
- 59 sélections et 9 buts avec l'équipe d'Angleterre entre 1986 et 1996.
- Quatrième de la Coupe du monde de football de 1990.
- Quart de finaliste de la Coupe du monde de football de 1986.
- Participation au Championnat d'Europe de football 1988.
- Vainqueur de la Rous Cup en 1986, 1988 et 1989.

### Avec Liverpool
- Vainqueur du Champion d'Angleterre en 1988 et 1990.
- Vainqueur de la Coupe d'Angleterre en 1989.
- Vainqueur du Charity Shield en 1988, 1989 et 1990.

## Distinctions
- Membre de l'Ordre de l'Empire britannique.
- Membre de l'English Football Hall of Fame depuis 2007.